# 中村镇 (山阳县)
中村镇，是中华人民共和国陕西省商洛市山阳县下辖的一个乡镇级行政单位。

## 行政区划
中村镇下辖以下地区：
街道社区、街道村、下湾村、大北沟村、烟家沟村、碾沟村、上湾村、土桥村、沟口村、罗家坪村、梅岔村、黄家村、孤山村、洛峪街村、洛峪沟村、王家碥村、回龙寺村、周家坪村、十八盘村和金狮剑村。